# 野坂正隆
野坂 正隆（のさか まさたか） は、日本の機械工学者。宇宙航空研究開発機構ロケットエンジン研究開発センター長や、東京大学大学院工学系研究科教授、IHI技術顧問などを歴任した。

## 人物・経歴
山口県萩市出身。山口県立萩高等学校を経て、1970年広島大学工学部精密工学科卒業。1972年広島大学大学院工学研究科精密工学専攻修士課程修了、科学技術庁航空宇宙技術研究所宇宙研究グループ第9研究グループ研究員。2001年航空宇宙技術研究所角田宇宙推進技術研究所ロケット推進研究センター長。2003年宇宙航空研究開発機構総合技術研究本部宇宙推進技術共同センターロケットエンジン研究開発統括ユニット長。2004年宇宙航空研究開発機構総合技術研究本部ロケットエンジン研究開発センター長。2005年宇宙航空研究開発機構宇宙基幹システム本部チーフテクノロジスト。2008年定年退職、東京大学大学院工学系研究科機械工学専攻教授。2010年任期満了退任。2011年東京大学大学院工学研究科機械工学専攻非常勤講師、IHI航空宇宙事業本部宇宙開発事業推進部技術顧問。LE-5、LE-7などの開発に携わった。

## 受賞
- 日本航空宇宙学会技術賞 1994年度[1]
- 米国潤滑学会最優秀論文賞（Edmond E. Bisson Award） 1995年[1]
- 科学技術庁長官賞（研究功績者） 1997年度[3]
- 日本トライボロジー学会技術賞 2002年度[1]
- 瑞宝小綬章 2018年度[4]
- 他多数[1]